# Гаврилин, Павел Владимирович
Павел Владимирович Гаврилин (род. 19 ноября 1969, Пенза, РСФСР, СССР) — российский деятель органов внутренних дел. Министр внутренних дел по Республике Алтай (2016 — 2021) Начальник Управления МВД России по Пензенской области с 18 марта 2021 года. Генерал-майор полиции (2018).

## Биография
Родился в Пензе 19 ноября 1969 года. В 1992 году окончил физико-математический факультет ПГПУ им. В.Г. Белинского. В 2001 году окончил Нижегородскую академию МВД России. В 2005 году окончил Академию управления МВД России. Кандидат юридических наук.

### Деятельность
В 1993 году начал службу в органах внутренних дел в должности оперуполномоченного отделения по борьбе с экономическими преступлениями криминальной милиции отдела внутренних дел Пензенского района УВД Пензенской области. Работал на различных должностях в управлении по борьбе с организованной преступностью при УВД Пензенской области.
C 2006 по 2012 годы - заместитель начальника УВД Ханты-Мансийского автономного округа – Югры по экономической безопасности. С сентября 2014 года по октябрь 2016 года занимал должность заместителя начальника управления МВД России по Пензенской области – начальника полиции.
Работал в центральном аппарате МВД России.
Указом Президента РФ от 6 октября 2016 года назначен министром внутренних дел по Республике Алтай.
Указом Президента РФ от 11 июня 2018 года ему было присвоено звание генерал-майора полиции.
В марте 2021 года назначен начальником УМВД России по Пензенской области.

## Награды
- Медаль ордена «За заслуги перед Отечеством» II степени;
- Медаль «За отличие в охране общественного порядка» (МВД России);
- Нагрудный знак МВД России "Почетный сотрудник МВД";
- Медаль «За доблесть в службе» (МВД России);
- Медаль МВД России И.Д.Путилина;
- Медаль «За боевое содружество» (МВД России);
- Медаль «За отличие в службе» I, II, III степеней (МВД России);
- Почетный гражданин Республики Алтай;
- Почетный знак "За заслуги перед Пензенской областью";
- Медаль «300 лет российской полиции» (2018);
- ведомственные и общественные награды.